# اساسینز کرید سایه‌ها
اساسینز کرید سایه‌ها (انگلیسی: Assassin's Creed Shadows) یک بازی ویدئویی در سبک نقش‌آفرینی اکشن و اکشن ماجراجویی است که توسط یوبی‌سافت کبک توسعه یافته و به‌وسیلهٔ یوبی‌سافت در ۲۰ مارس ۲۰۲۵ برای پلی‌استیشن ۵، ایکس‌باکس سری اکس/اس، مک‌اواس و مایکروسافت ویندوز منتشر شد. نسخه‌ای برای آی‌پداواس نیز در تاریخی دیگر منتشر خواهد شد. این، چهاردهمین بازی اصلی از سری اساسینز کرید است و دومین بازی محسوب می‌شود که در کشور ژاپن جریان دارد. داستان آن به دو شخصیت نائوئه، یک کونوایچی (نینجای زن) و یاسوکه، یک سامورایی آفریقایی می‌پردازد که در دو گروه نینجا و سامورایی با یکدیگر روبرو می‌شوند.
در ۱۰ سپتامبر ۲۰۲۲، یوبی‌سافت با انتشار یک پیش‌پردهٔ ۳۰ثانیه‌ای، تأیید کرد که یکی از بازی‌های بعدی سری اساسینز کرید قرار است در دورهٔ ارباب‌رعیتی ژاپن جریان داشته باشد. در ۱۳ مهٔ ۲۰۲۴، با انتشار تیزری کوتاه، اسم بازی از نام رمز سرخ به سایه‌ها تغییر کرد. یک تریلر سینمایی برای معرفی بازی در ۱۵ مهٔ ۲۰۲۴ منتشر شد که بر روی محیط بازی و شخصیت‌های اصلی آن (نائوئه و یاسوکه) متمرکز بود؛ همچنین، بازی برای انتشار در ۲۰ مارس ۲۰۲۵ تأیید شد.

## روند بازی
اساسینز کرید: سایه‌ها به‌مانند بازی‌های قبلی مجموعه، یک بازی اکشن-ماجراجویی مخفی‌کاری است که به‌مانند اساسینز کرید والهالا از المان‌های نقش‌آفرینی بهره می‌برد؛ برای مثال، بازیکنان با دشمنانی روبرو هستند که سطح‌های مختلفی از لحاظ قدرت و سختی دارند. بازی بر روی یک موتور ارتقایافتهٔ آنویل توسعه یافته است که ویژگی‌های چون نورپردازی پویا و فعل‌وانفعالات محیطی را با بهبودهایی چون محیط تخریب‌پذیر فراهم می‌آورد. همچنین، بازیکنان می‌توانند از یک لنگر پرتابی جهت پارکور استفاده کنند. اندازهٔ کلیِ جهان باز بازی چیزی به‌مانند اساسینز کرید ریشه‌ها (۲۰۱۷) می‌باشد. بازی در چهار فصل تقسیم شده است که طی تجربهٔ آن، تغییر خواهد کرد. در زمستان، آب‌های یخ‌زده و بهمن تشکیل می‌شود درحالی که در بهار، علف‌ها و بوته‌ها بیشتر رشد کرده و فرصت مخفی‌کاری بهتر را برای بازیکنان فراهم می‌سازد. مأموریت‌های غیرخطی بازی اجازه می‌دهند تا بازیکن به‌روش‌های متفاوت اهداف را شناسایی و از بین ببرد؛ در یک تغییر نسبت به بازی‌های پیشین، امتیازات برتری در جهان بازی وجود دارد تا به بازیکنان کمک کند به‌جای دنبال‌کردن صرفاً چند هدف اصلی، محیط را بررسی و نکات جالب آن را پیدا کنند.
این ورودی قابلیت‌های جدیدی را در روند بازی معرفی می‌کند، شامل قابلیت خزیدن بر روی زمین در حالت زمین‌خیز؛ که به بازیکن اجازه می‌دهد سخت‌تر شناسایی شود و از درب‌های کوچک عبور کند. قابلیت «چشم عقاب» نیز بازمی‌گردد که به‌وسیلهٔ آن می‌توان شخصیت‌های غیرقابل بازی را از طریق دیوارها مشاهده کرد؛ در این حالت، دشمنان به رنگ سرخ و سایر شخصیت‌ها به‌رنگ نارنجی قابل‌دیدن هستند. طیف وسیعی از سلاح‌های تاریخی در بازی وجود دارند: از کاتاناها و کانابو تا نیزه‌های یاری، شوریکن، کنای و کوساریگاما. هر اسلحه درخت مهارت خود را دارد تا بازیکنان در آن سلاح به‌خصوص، مهارت‌های خود را بهبود ببخشند.
بازیکنان این اختیار را دارند که در مراحل بین دو شخصیت تغییر یابند. یاسوکه قدرت بدنی بسیار بالایی دارد و قابلیت برخوردهای واقع‌گرایانه و شکستن محیط‌های قابل‌تخریب را نیز شامل می‌شود که تجربه‌ای سینمایی فراهم می‌سازد. در عین حال، نائوئه نیز از یک کوساریگاما جهت دفع‌کردن دشمنان استفاده می‌کند و از یک زنجیر برای انتقال در محیط بهره می‌برد درحالی که مخفی‌کاری را با چابکی و مرگباری تنظیم می‌کند. او می‌تواند در طاق‌ها مخفی شود و با حملات غافلگیرانه، از پشت شوجی‌ها دشمنان را از پای در بیاورد. نائوئه همچنین از یک تیغهٔ پنهان استفاده می‌کند درحالی که یاسوکه صرفاً به سلاح‌های قدرتمندتری چون کانابو و کاتانا مسلح است. نقشهٔ بازی نیز ژاپن مرکزی را به‌همراه بخش‌های پرجزئیات تاریخی و بخش‌هایی از استان ایگا را در بر می‌گیرد درحالی که قلعه‌ها نیز نقش مهمی در شکل‌گیری ساختمان نقشه دارند.

## داستان
بازی در دورهٔ ارباب‌رعیتی ژاپن جریان دارد که ظاهراً در سال ۱۵۷۹–۱۵۸۲ و طی امپراتوری آزوچی-مومویاما قرار دارد؛ این دوران آخرین مرحله از دورهٔ سنگوکو را در بر می‌گیرد که در آن زمان، یک جنگ داخلی تمام‌عیار ژاپن را فرا گرفته بود. سایه‌ها شامل شخصیت تاریخی اودا نوبوناگا در زمان اوج قدرت خود پس از پیروزی بر گروه تاکدا شینگن با استفاده از آرباس‌ها می‌شود درحالی که اتفاقات مهمی چون ترور نوبوناگا در سال ۱۵۸۱ در استان ایگا را نیز شامل می‌شود. همچنین، یک نبرد را که ایگا ایکی حزئی از آن بوده است نیز در بازی وجود دارد.

## توسعه
سایه‌ها در سپتامبر ۲۰۲۲ و طی رویداد یوبی‌سافت فوروارد آن سال با یک پیش‌پرده تحت نام رمزی «سرخ» همراه با یکی دیگر از بازی‌های بعدی سری، اساسینز کرید: هکسه رونمایی شد. طی آن، یوبی‌سافت اعلام کرد که سری اساسینز کرید قرار است وارد دورهٔ سوم خود شود لذا با یک طرح به‌نام اساسینز کرید: بی‌نهایت، بازی‌های مجموعه به یکدیگر متصل خواهند شد. در ۱۵ مهٔ ۲۰۲۴، اطلاعاتی چون زمان عرضه و روند بازی تأیید گشت. در ۱۷ مهٔ ۲۰۲۴، یوبی‌سافت اعلام کرد که بازیکنان برای انجام بازی نیازی به اتصال به اینترنت ندارند لذا باید برای نصب بازی از آن استفاده کنند.

## حواشی
برخی از بازیکنان، نگرانی خود را دربارهٔ یاسوکه بیان کردند. یک آفریقایی، زیرا او در کنار یک شخصیت آسیایی قرار می‌گیرد که فرصت را برای نشان‌دادن بهتر خودش (و ملیت‌اش) از دست داده است، درحالی که اضافه‌کردن یک شخصیت سامورایی تنوع داستان‌هایی اینگونه را در صنع